# Erling Eidem
Erling Eidem (født 23. april 1880, Göteborg, død 14. april 1972, Vänersborg) var en svensk, lutheransk gejstlig. Han var ærkebiskop af Uppsala fra 1931 til 1950. Eidem viede i 1935 prinsesse Ingrid og kronprins Frederik i Storkyrkan.